# Sericipterus
Sericipterus — рід птерозаврів родини Rhamphorhynchidae, що існував за пізньої юри, оксфордського віку. Знайдено на території Сіньцзян-Уйгурського автономного району, Китай.

## Етимологія
Родову назву утворено від лат. sericum («шовк»), на честь Великого шовкового шляху, та гр. pteros («крило»), традиційного закінчення назв птерозаврів. Видова назва походить від місця знаходження (Wucaiwan).

## Опис
Sericipterus — імовірно, один із найбільших названих «рамфоринхоїдів». Його розмах крил міг сягати 1,7, можливо, навіть 2 метри. Примітна особливість тварини — наявність гребеня на голові, риса відома в небагатьох рамфоринхоїдів.

## Систематика
Автори опису віднесли тварину до Rhamphorhynchinae, припускаючи, що вона утворює кладу з Angustinaripterus із середньої юри Китаю та Harpactognathus з пізньої юри США. У публікації 2022 року спорідненість із Angustinaripterus було підтверджено, їх та з Dearc середньої юри Шотландії було об‘єднано в складі триби Angustinaripterini.